# 北海道道888号東陽多寄線
北海道道888号東陽多寄線（ほっかいどうどう888ごう とうようたよろせん）は、北海道士別市内を結ぶ一般道道（北海道道）である。

## 概要

### 路線データ
- 起点：北海道士別市多寄町東陽（北海道道537号旭士別線交点）
- 終点：北海道士別市多寄町（国道40号交点）
- 路線延長：5.9 km

## 歴史
- 1976年（昭和51年）3月31日 - 路線認定[1]。

## 地理
士別市多寄町東部に広がる水田・畑・丘陵地帯を通り、終点近くにJR北海道宗谷本線を渡る踏切がある。

### 通過する自治体
- 上川総合振興局
  - 士別市

### 交差する道路
士別市
- 北海道道537号旭士別線 - 多寄町東陽（起点）
- 北海道縦貫自動車道多寄IC（事業中） - 多寄町
- 上川北部広域農道 - 多寄町
- 国道40号 - 多寄町（終点）